# Zofija Mazej Kukovič
Zofija Mazej Kukovič, slovenska organizatorka dela in političarka, * 1955, Črna na Koroškem.

## Življenjepis
Po končani osnovni šoli v Šoštanju in elektrotehniški srednji šoli v Velenju je leta 1980 diplomirala iz organizacije dela, leta 1989 iz elektronike in leta 1995 je pridobila še MBA. 
Med 11. septembrom 2007 in 21. novembrom 2008 je bila ministrica za zdravje Republike Slovenije.
Med drugim je bila tudi predsednica Nogometnega kluba Šmartno ob Paki.
Na državnozborskih volitvah leta 2011 je kandidirala na listi SDS.